# L'erba cattiva (film)
L'erba cattiva (Mauvaises herbes) è un film del 2018, diretto da Kheiron. Il titolo del film è una citazione di un celebre aforisma di Victor Hugo: Non vi sono né cattive erbe né cattivi uomini: vi sono soltanto cattivi coltivatori.

## Trama
Waël è un truffatore e convive con Monique, sua complice. La loro vita cambia dopo aver tentato di truffare Victor, un vecchio amico di Monique, a capo di un progetto di rieducazione di adolescenti con problemi scolastici.
Waël, dietro pressione di Monique, abbandona i panni di truffatore per vestire quelli di educatore di sei ragazzi: Shana, Fabrice, Karim, Ludo, Nadia e Jimmy. I due riusciranno a riscattarsi e ad aiutare Victor e i ragazzi, facendo tesoro delle esperienze negative vissute nella vita.

## Produzione

### Riprese
Le riprese del film sono avvenute tra luglio e settembre 2017 a Parigi e a Casablanca.

## Distribuzione
Il film è stato distribuito in Francia e in Belgio il 21 novembre 2018. Il film è stato pubblicato internazionalmente da Netflix sulla propria piattaforma streaming a partire da dicembre.

## Accoglienza
Il film ha ricevuto recensioni contrastanti dalla stampa. Fabrice Leclerc, che ha recensito il film per Paris Match, ha elogiato le capacità recitative di Kheiron. Altri recensori, quali ad esempio Nathalie Simon su Le Figaro, hanno commentato il modo eccessivamente superficiale in cui i conflitti vengono risolti o trascurati.